# Jatisono
Jatisono is een bestuurslaag in het regentschap Demak van de provincie Midden-Java, Indonesië. Jatisono telt 2851 inwoners (volkstelling 2010).